# Referéndum constitucional sobre el divorcio en Irlanda de 2019
La 38° enmienda de la Constitución de Irlanda,  proyecto de ley n.º 57 de 2016 es una propuesta para alterar las disposiciones que regulan el divorcio. El proyecto de ley propone eliminar el requisito constitucional para un período definido de separación antes de que un tribunal pueda conceder una disolución del matrimonio y aliviar las restricciones al reconocimiento de divorcios extranjeros. El referéndum se celebró el viernes 24 de mayo de 2019, la misma fecha que las elecciones locales y europeas. La propuesta fue aceptada por los irlandeses 1 389 192 votos a favor contra 302 319 votos en contra por lo cual la constitución irlandesa quedó enmendada.